# ونتوورت-نورد، کبک
ونتوورت-نورد (به فرانسوی: Wentworth-Nord) شهری در منطقه شهری له پی-دان-او ناحیه لورانتید در استان کبک کانادا است. در سرشماری سال ۲۰۱۱ این شهر ۱٬۲۹۶ نفر جمعیت داشته‌است و مساحت آن ۱۵۵٫۷۱ کیلومتر مربع است.